# O. Henry

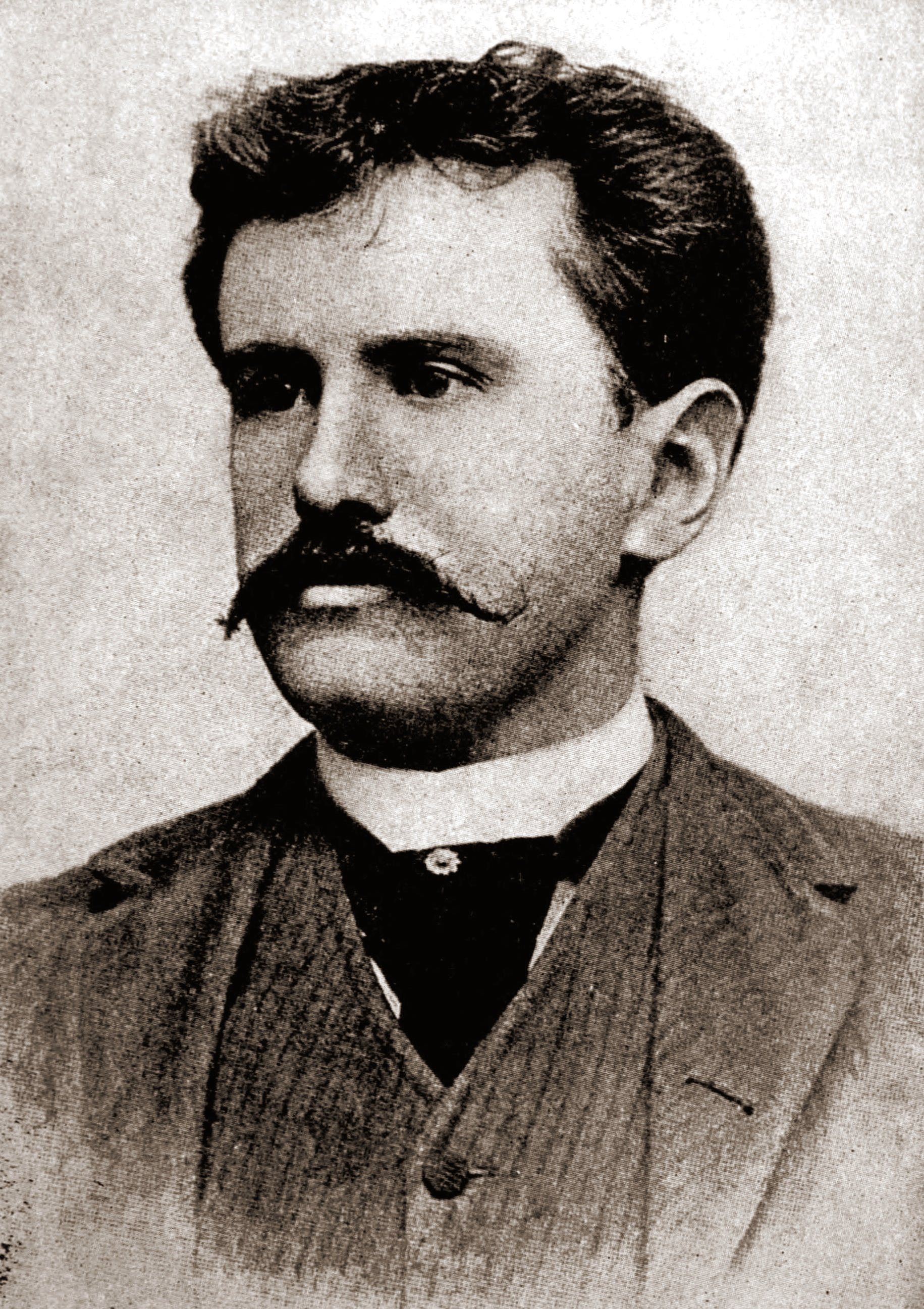
O. Henry, född som William Sydney Porter.

O. Henry, pseudonym för William Sydney Porter, född 11 september 1862 i Greensboro, död 5 juni 1910 i New York, var en amerikansk författare, känd för sina omkring 400 noveller, varav de flesta har någon typ av överraskande slut.

## Biografi
William Porter föddes 1862 i Greensboro, North Carolina. Han flyttade därifrån till Texas där han jobbade på en ranch. Han hade sedan flera jobb, samtidigt som han skrev vid sidan av. I slutet av 1880-talet mötte han en ung kvinna, Athol Estes, från en förmögen familj, som han 1887 rymde med och gifte sig med. Efter att ha skrivit för The Rolling Stone, en tidning som snart gick i graven, och en förskingringshärva vid den slarvigt skötta banken där han arbetade, fick han en kolumn i The Houston Post som han fyllde genom att tillbringa mycket tid i hotellreceptioner där han lyssnade på folk. Han blev dock gripen för förskingring, men flydde till Honduras (som han kallade en bananrepublik, ett uttryck som senare har kommit att användas om nästan alla sydamerikanska diktaturer). Under flykten fick han veta att hans fru var döende, så han återvände och när Athol dött tvingades han i fängelse, där hans första noveller under pseudonymen O. Henry dök upp.
Efter fängelsetiden flyttade Porter och hans dotter Margaret till New York City där han skrev 381 noveller och fick stora framgångar. Under den perioden gifte han sig med sin ungdomskärlek, Sarah Coleman, och började dricka kraftigt, något som gjorde att deras äktenskap kraschade och att han fick skrumplever. Han dog 1910.

## Verk och påverkan
O. Henrys berättelser är kända framför allt för sina överraskande slut, men även för sina bitska men optimistiska berättarröster. Några exempel på hans berättelser är "The Gift of the Magi" om det fattiga paret som vill köpa presenter till varandra. Kvinnan pantsätter sitt hår som mannen just köpt en borste till, och för att göra det har han pantsatt den klocka som kvinnan just köpt en kedja till, och "The Ransom of Red Chief" där ett kidnappningsoffer är så besvärligt att kidnapparen betalar pengar för att bli av med offret.
André Breton valde historien While the Auto Waits från 1908 till sin antologi om svart humor, Anthologie de l'humour noir (1940). Han såg likheter mellan O. Henry och Guillaume Apollinaire, Jacques Vaché, Charlie Chaplin och Thomas de Quincey.
TV-serien The O. Henry Playhouse är baserad på några utvalda noveller av O. Henry. I serien spelas O. Henry av Thomas Mitchell.
Numera finns The O. Henry Award instiftat till William Porters minne.